# منظمة وقف الإساءة ضد الجميع
وقف الإساءة ضد الجميع (SAFE) هي منظمة ضد العنف الأسري بدأت عام 1991. ويقع مقرها في بورتلاند، أوريغون، ولكن لها وجود محلي. وتدعو المنظمة لما يسمونه النموذج «الشامل» للعنف الأسري. وهم يركزون على المجموعات التي «تفتقر إلى الخدمات»، مثل الضحايا المعتدى عليهم والرجال وكبار السن.

## العلاقة
إن منظمة وقف الإساءة ضد الجميع هي واحدة من منظمتين تدافعان عن محنة الرجال المعتدى عليهم وغيرهم من المجموعات «المحرومة» التي تعرضت للعنف الأسري مثل ضحايا LGBT. وتم إدراج منظمة (SAFE) كواحدة من البرامج الـ 50 الإستراتيجية الواعدة لمنع العنف المنزلي، وتم نشر هذا الأمر في عمود عزيزتي آبي (Dear Abby) (في عمودها بتاريخ 3/22/02).
وقد قدمت المنظمة العديد من المظاهر في مؤتمرات وطنية عن العنف الأسري والتغطية الإعلامية والعروض للهيئات الحكومية في الولايات المتحدة.
تأسست منظمة وقف الإساءة ضد الجميع على يد جادي روبيك عام 1996، وأصبحت منظمة غير ربحية عام 2001 في عهد مؤسسيها فيل كوك وستانلي جرين.

## منظمات المجتمع المدني
تمتلك منظمة وقف الإساءة ضد الجميع حضورًا قوميًا. ويعد مركز نساء في محنة (WID)واحدًا من العديد من المنظمات المجتمعية التي تعمل لتوسيع نطاق منظمة SAFE للمجتمع، وهو مركز معتمد وطنيًا ومعتمد من الدولة ويقدم كامل الخدمات ضد العنف الأسري ويقع في مقاطعة بروارد بولاية فلوريدا.